# README

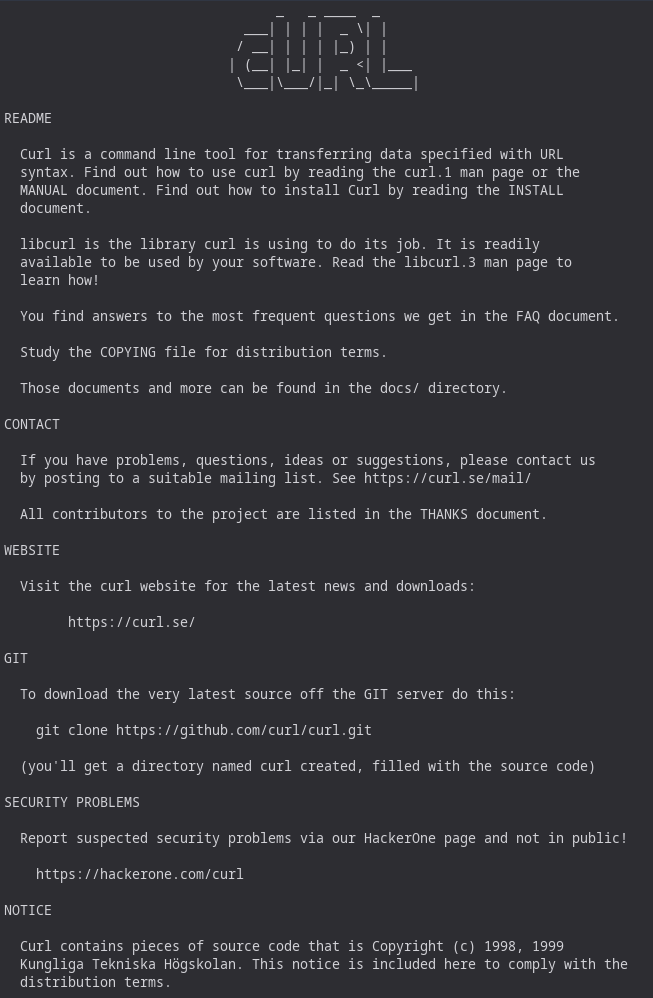
Kép a cURL README fájljáról

A README fájlinformációkat tartalmaz más fájlokról egy könyvtárban, vagy egy számítógépes szoftver archívumában. Mint a dokumentáció egy formája, általában csak egy egyszerű szövegfájl, melynek neve lehet Read Me, READ. ME, README. TXT, README.md (a markdown nyelvet használó fájlokra), README.1ST vagy egyszerűen README.
A fájl nevét általában nagybetűvel írják. A Unix-szerű rendszerekben könnyen észrevehetővé teszi – mind azért, mert a kisbetűs fájlnevek gyakoribbak az ilyen rendszerekben, mind azért, mert hagyományosan az ls parancs ASCII-kód sorrendben rendezi és jeleníti meg a fájlokat, ezért először a nagybetűs fájlnevek jelennek meg.

## Tartalom
A fájl általában az alábbiak közül egyet vagy többet tartalmaz:
- Konfigurációs utasítások
- Telepítési utasítások
- Használati utasítások
- Manifest fájl (a benne foglalt fájlok listája)
- Szerzői jog és licencinformáció
- Kapcsolattartási információk a forgalmazóhoz vagy a programozóhoz
- Ismert hibák
- Hibaelhárítás
- Készítők listája és köszönetnyilvánítások
- Változási napló (főként fejlesztők számára)
- Hírrovat (főként a felhasználók számára)

## Története
Nem világos, hogy mikor kezdődött a használata, de már az 1970-es évek közepén is találunk rá példát. A korai Macintosh-rendszerszoftver mindig telepített egy Read Me-t az indítólemezre, mely általában harmadik féltől származó szoftvereket kísért.
Különösen az ingyenes szoftverekben és a nyílt forráskódú szoftverben van hosszú múltja a README fájloknak; a GNU kódolási szabványok pedig ösztönözik a felvételét a "csomag általános áttekintésének" biztosítására.
Mióta a web mint a szoftverterjesztés de facto szabvány platformjára emelkedett, számos szoftvercsomag a fenti kiegészítő fájlok és információk egy részét átvitte (vagy esetenként átmásolta) egy weboldalra vagy wikire, néha magában a README-t is, néha csak egy rövid README fájlt hagyva maga után, a szoftver új felhasználója által igényelt összes információ nélkül.
Az utóbbi időben a népszerű GitHub saját Git-tárháza is erősen ösztönzi a README fájl használatát - ha szerepel egy fő (legfelső szintű) könyvtárban, akkor automatikusan megjelenik a fő weboldalon. Habár az egyszerű szövegfájl is támogatott, különféle fájlkiterjesztések és formátumok szintén támogatva vannak, és a HTML formátumba való konvertálás figyelembe veszi a fájl fájlkiterjesztését - például egy "README.md" fájl GitHub Flavored Markdown fájlként lenne kezelve.

## Általános kifejezésként
A "readme fájl" kifejezést néha általános céllal is használják, hasonló célú fájlokhoz. Például számos ingyenes szoftvercsomag forráskódjának terjesztése, különösen a Gnits szabványokat követők vagy a GNU Autotoolsszal készített csomagok forráskódterjesztései tartalmazzák a readme fájlok alapvető készletét:
| README                 | Általános információ                                   |
| AUTHORS                | Készítők listája                                       |
| THANKS                 | Köszönetnyilvánítások                                  |
| CHANGELOG              | Részletes változási napló, a programozók számára       |
| NEWS                   | Alapvető, szűk változási napló a felhasználók számára  |
| INSTALL                | Telepítési útmutató                                    |
| COPYING / LICENSE      | Szerzői jogi és licenszinformációk                     |
| BUGS                   | Ismert programhibák és útmutatások az újak jelentésére |
| CONTRIBUTING / HACKING | Útmutató a projekt leendő közreműködőinek              |

Szoftverekkel általában terjesztenek más fájlokat, amelyeket között szerepel a GYIK és a TODO fájl, amely felsorolja a lehetséges jövőbeni változásokat.

## Fordítás
Ez a szócikk részben vagy egészben  a   README című angol Wikipédia-szócikk ezen változatának fordításán alapul.  Az eredeti cikk szerkesztőit annak laptörténete sorolja fel. Ez a jelzés csupán a megfogalmazás eredetét és a szerzői jogokat jelzi, nem szolgál a cikkben szereplő információk forrásmegjelöléseként.

## További irodalom
- (1997. február 1.) „Building a Better ReadMe”. Technical Communication 44 (1), 28–36. o, Kiadó: Society for Technical Communication.
- (1997. augusztus 1.) „Hypertext good choice for README files”. Technical Communication 44 (3), 214. o, Kiadó: Society for Technical Communication.
- (1996. szeptember 15.) „Readme: Writing Notes - Meditations on the temporality of writing” (en, fr nyelven). Surfaces, Department of Philosophy, University of Warwick, UK III (12), 1–12. o, Kiadó: Les Presses de l'Université de Montréal. [2006. február 20-i dátummal az eredetiből archiválva]. ISSN 1188-2492. (Hozzáférés: 2019. június 4.)  Archiválva 2006. szeptember 19-i dátummal a Wayback Machine-ben

## Kapcsolódó szócikk
- Man (Unix)